# Governo De Gasperi V
Il Governo De Gasperi V è stato il quarto esecutivo della Repubblica Italiana, il primo della I legislatura.
Esso, nato in seguito alle elezioni politiche dello stesso anno, è rimasto in carica dal 24 maggio 1948 al 27 gennaio 1950 (sebbene già dimissionario dal precedente 12 gennaio), per un totale di 613 giorni, ovvero 1 anno, 8 mesi e 3 giorni.

## Compagine di governo

### Appartenenza politica
L'appartenenza politica dei membri del Consiglio dei ministri al suo insediamento si può così riassumere:
| Partito | Partito                       | Presidente | Ministri | Commissari | Sottosegretari | Totale |
| ------- | ----------------------------- | ---------- | -------- | ---------- | -------------- | ------ |
|         | Democrazia Cristiana          | 1          | 10       | 1          | 16             | 28     |
|         | Unità Socialista              | -          | 3        | -          | 3              | 6      |
|         | Blocco Nazionale              | -          | 3        | -          | 3              | 6      |
|         | Partito Repubblicano Italiano | -          | 1        | -          | 2              | 3      |
|         | Indipendente (politica)       | -          | 2        | 3          | -              | 5      |
| Totale  | Totale                        | 1          | 19       | 4          | 24             | 48     |

L'appartenenza politica dei membri del Consiglio dei ministri alla fine del suo mandato si può così riassumere:
| Partito | Partito                       | Presidente | Ministri | Commissari | Sottosegretari | Totale |
| ------- | ----------------------------- | ---------- | -------- | ---------- | -------------- | ------ |
|         | Democrazia Cristiana          | 1          | 11       | 2          | 16             | 30     |
|         | Blocco Nazionale              | -          | 3        | -          | 3              | 6      |
|         | Partito Repubblicano Italiano | -          | 1        | 1          | 2              | 4      |
|         | Indipendente (politica)       | -          | 2        | 2          | -              | 4      |
| Totale  | Totale                        | 1          | 16       | 5          | 21             | 44     |

### Provenienza geografica
La provenienza geografica dei membri del Consiglio dei ministri al momento dell’insediamento si può così riassumere:
| Regione             | Presidente | Ministri | Commissari | Sottosegretari | Totale |
| ------------------- | ---------- | -------- | ---------- | -------------- | ------ |
| Trentino-Alto Adige | 1          | -        | 1          | -              | 2      |
| Campania            | -          | 2        | -          | 2              | 4      |
| Lazio               | -          | 2        | -          | 2              | 4      |
| Piemonte            | -          | 2        | -          | 3              | 5      |
| Lombardia           | -          | 1        | -          | 4              | 5      |
| Sicilia             | -          | 1        | -          | 3              | 4      |
| Veneto              | -          | 1        | 1          | 1              | 3      |
| Toscana             | -          | 3        | -          | -              | 3      |
| Marche              | -          | 1        | -          | 2              | 3      |
| Puglia              | -          | 1        | -          | 1              | 2      |
| Sardegna            | -          | 1        | 1          | -              | 2      |
| Emilia-Romagna      | -          | 1        | -          | -              | 1      |
| Abruzzo             | -          | -        | 1          | -              | 1      |
| Basilicata          | -          | -        | -          | 1              | 1      |
| Calabria            | -          | -        | -          | 1              | 1      |
| Molise              | -          | -        | -          | 1              | 1      |

### Situazione parlamentare
Al momento del conferimento dell’insediamento del governo, il 23 maggio 1948:
| Camera                  | Collocazione     | Partiti                                              | Seggi     |
| ----------------------- | ---------------- | ---------------------------------------------------- | --------- |
| Camera dei Deputati     | Maggioranza      | Centrismo (366): DC (305), US (33), BN (19), PRI (9) | 366 / 574 |
| Camera dei Deputati     | Appoggio esterno | Misto (3)                                            | 3 / 574   |
| Camera dei Deputati     | Opposizione      | PCI (126), PSI (57), PNM (14), MSI (6), Misto (2)    | 205 / 574 |
| Senato della Repubblica | Maggioranza      | Centrismo (154): DC (131), US (10), BN (7), PRI (6)  | 154 / 237 |
| Senato della Repubblica | Appoggio esterno | Misto (2)                                            | 2 / 237   |
| Senato della Repubblica | Opposizione      | PCI (47), PSI (25), Indipendenti (4), Misto (5)      | 81 / 237  |

Al momento dell’uscita dell’Unità Socialista (US) dal governo, il 7 novembre 1949:
| Camera                  | Collocazione     | Partiti                                                    | Seggi     |
| ----------------------- | ---------------- | ---------------------------------------------------------- | --------- |
| Camera dei Deputati     | Maggioranza      | Centrismo (333): DC (305), BN (19), PRI (9)                | 333 / 574 |
| Camera dei Deputati     | Appoggio esterno | Misto (3)                                                  | 3 / 574   |
| Camera dei Deputati     | Opposizione      | PCI (126), PSI (57), US (33), PNM (14), MSI (6), Misto (2) | 238 / 574 |
| Senato della Repubblica | Maggioranza      | Centrismo (144): DC (131), BN (7), PRI (6)                 | 144 / 237 |
| Senato della Repubblica | Appoggio esterno | Misto (2)                                                  | 2 / 237   |
| Senato della Repubblica | Opposizione      | PCI (47), PSI (25), US (10), Indipendenti (4), Misto (5)   | 91 / 237  |

## Composizione
| Carica                                    | Titolare                              | Titolare                                                            | Titolare                                                       | Sottosegretari |
| Presidenza del Consiglio dei ministri     | Presidenza del Consiglio dei ministri | Presidenza del Consiglio dei ministri                               | Presidenza del Consiglio dei ministri                          | Sottosegretario di Stato alla Presidenza del Consiglio |
| ----------------------------------------- | ------------------------------------- | ------------------------------------------------------------------- | -------------------------------------------------------------- | --- |
| Presidente del Consiglio dei ministri     |                                       |                                                                     | Alcide De Gasperi (DC)                                         | - Giulio Andreotti (DC) Sottosegretario del Consiglio dei ministri - Edoardo Angelo Martino (DC) Sottosegretario per l'assistenza ai reduci ed ai partigiani |
| Vicepresidenti del Consiglio dei ministri |                                       |                                                                     | Attilio Piccioni (DC)                                          | - Giulio Andreotti (DC) Sottosegretario del Consiglio dei ministri - Edoardo Angelo Martino (DC) Sottosegretario per l'assistenza ai reduci ed ai partigiani |
| Vicepresidenti del Consiglio dei ministri |                                       | Giuseppe Saragat (US) (fino al 7 novembre 1949)                     |                                                                | - Giulio Andreotti (DC) Sottosegretario del Consiglio dei ministri - Edoardo Angelo Martino (DC) Sottosegretario per l'assistenza ai reduci ed ai partigiani |
| Vicepresidenti del Consiglio dei ministri |                                       | Giovanni Porzio (PLI)                                               |                                                                | - Giulio Andreotti (DC) Sottosegretario del Consiglio dei ministri - Edoardo Angelo Martino (DC) Sottosegretario per l'assistenza ai reduci ed ai partigiani |
| Ministri senza portafoglio                |                                       |                                                                     |                                                                | |
| Ministri senza portafoglio                |                                       |                                                                     | Roberto Tremelloni (US) (fino al 7 novembre 1949)              | Roberto Tremelloni (US) (fino al 7 novembre 1949) |
| Ministri senza portafoglio                |                                       | Alberto Giovannini (PLI)                                            |                                                                | |
| Ministero                                 | Ministri                              | Ministri                                                            | Ministri                                                       | Sottosegretari di Stato |
| Affari esteri                             |                                       |                                                                     | Carlo Sforza (Indipendente)                                    | - Giuseppe Brusasca (DC) - Aldo Moro (DC) |
| Africa Italiana                           |                                       |                                                                     | Alcide De Gasperi (DC) (ad interim)                            | Carica non assegnata |
| Interni                                   |                                       |                                                                     | Mario Scelba (DC)                                              | - Achille Marazza (DC) |
| Bilancio                                  |                                       |                                                                     | Giuseppe Pella (DC) (ad interim)                               | Carica non assegnata |
| Finanze                                   |                                       |                                                                     | Ezio Vanoni (DC)                                               | - Edgardo Castelli (DC) - Girolamo Bellavista (PLI) (fino al 5 aprile 1949) - Francesco Colitto (PLI) (dal 5 aprile 1949) |
| Tesoro                                    |                                       |                                                                     | Giuseppe Pella (DC)                                            | - Pietro Malvestiti (DC) - Ezio Vigorelli (US) (fino al 5 aprile 1949) - Giovanni Giavi (US) (dal 5 aprile all'8 novembre 1949) Sottosegretari per le pensioni di guerra - Antonio Cifaldi (PLI) Sottosegretario per i danni di guerra - Silvio Gava (DC) (dal 12 novembre 1949) |
| Grazia e Giustizia                        |                                       |                                                                     | Giuseppe Grassi (PLI)                                          | - Gennaro Cassiani (DC) |
| Difesa                                    |                                       |                                                                     | Randolfo Pacciardi (PRI)                                       | - Luigi Meda (DC) - Ugo Rodinò (DC) (fino al 23 novembre 1949) - Enrico Malintoppi (PRI) |
| Industria e Commercio                     |                                       |                                                                     | Ivan Matteo Lombardo (US) (fino al 7 novembre 1949)            | - Antonio Cavalli (DC) |
| Industria e Commercio                     |                                       | Giovanni Battista Bertone (DC) (ad interim) (dal 7 novembre 1949)   |                                                                | - Antonio Cavalli (DC) |
| Commercio con l'Estero                    |                                       |                                                                     | Cesare Merzagora (Indipendente) (fino al 1º aprile 1949)       | - Pietro Bulloni (DC) |
| Commercio con l'Estero                    |                                       | Giovanni Battista Bertone (DC) (dal 1º aprile 1949)                 |                                                                | - Pietro Bulloni (DC) |
| Agricoltura e Foreste                     |                                       |                                                                     | Antonio Segni (DC)                                             | - Emilio Canevari (US) (fino all'8 novembre 1949) - Emilio Colombo (DC) |
| Lavori Pubblici                           |                                       |                                                                     | Umberto Tupini (DC)                                            | - Ludovico Camangi (PRI) |
| Lavoro e Previdenza Sociale               |                                       |                                                                     | Amintore Fanfani (DC)                                          | - Giorgio La Pira (DC) |
| Trasporti                                 |                                       |                                                                     | Guido Corbellini (DC)                                          | - Bernardo Mattarella (DC) |
| Marina Mercantile                         |                                       |                                                                     | Giuseppe Saragat (US) (fino al 7 novembre 1949)                | - Nicola Salerno (US) (fino all'8 novembre 1949) |
| Marina Mercantile                         |                                       | Guido Corbellini (DC) (ad interim) (dal 7 novembre 1949)            |                                                                | - Nicola Salerno (US) (fino all'8 novembre 1949) |
| Poste e Telecomunicazioni                 |                                       |                                                                     | Angelo Raffaele Jervolino (DC)                                 | - Francesco De Vita (PRI) (dal 22 dicembre 1947) |
| Pubblica Istruzione                       |                                       |                                                                     | Guido Gonella (DC)                                             | - Giuseppe Perrone Capano (PLI) (fino al 5 aprile 1949) - Mario Venditti (PLI) (dal 5 aprile 1949) |
| Alti Commissariati                        |                                       |                                                                     |                                                                | |
| Alimentazione                             |                                       |                                                                     | Vittorio Ronchi (Indipendente)                                 | Vittorio Ronchi (Indipendente) |
| Igiene e Sanità Pubblica                  |                                       |                                                                     | Nicola Perrotti (PSI) (fino al 1º giugno 1948)                 | Nicola Perrotti (PSI) (fino al 1º giugno 1948) |
| Igiene e Sanità Pubblica                  |                                       | Mario Cotellessa (DC) (dal 1º giugno 1948)                          |                                                                | |
| Igiene e Sanità Pubblica                  |                                       | Aldo Spallicci (PRI) (dal 14 giugno 1948) Alto Commissario Aggiunto |                                                                | |
| Sardegna (soppresso)                      |                                       |                                                                     | Pietro Pinna Parpaglia (Indipendente) (fino al 28 maggio 1949) | Pietro Pinna Parpaglia (Indipendente) (fino al 28 maggio 1949) |
| Turismo                                   |                                       |                                                                     | Pietro Romani (DC)                                             | Pietro Romani (DC) |

## Cronologia
Salvo diversa indicazione le notizie sono prelevate dalla pagina indicata in bibliografia del sito dellarepubblica.it

### 1948

#### Maggio
- 23 maggio - De Gasperi annuncia la formazione dell'esecutivo, un quadripartito centrista DC-PSLI-PRI-PLI. I liberali protestano per l'eccessivo peso del PSLI nei ministeri economici. De Gasperi li rassicura impegnandosi a proseguire una politica liberista seguendo le indicazioni date da Luigi Einaudi quando era Governatore della Banca d'Italia. Il senatore Umberto Terracini accusa a sua volta il governo di incostituzionalità in quanto De Gasperi non ha prestato giuramento davanti al nuovo presidente della Repubblica. Giuseppe Di Vittorio critica la riconferma di Mario Scelba agli interni per la cattiva condotta delle forze dell'ordine contro le sinistre.

#### Giugno
- 1º giugno/2 luglio - Il governo si presenta nei due rami del parlamento. Il dibattito prosegue fino al 16 giugno. Respinte le eccezioni di costituzionalità l'esecutivo passa con 346 voti a favore e 167 contrari alla camera, 184 voti a favore, 67 contrari e 4 astenuti al senato.
- 10 giugno - Il governo nomina il consiglio di amministrazione dell’Agip. Presidente Marcello Boldrini, vicepresidente Enrico Mattei.
- 23 giugno - Nel Consiglio dei ministri Amintore Fanfani, ministro del Lavoro, illustra le sue analisi per fronteggiare il grave fenomeno della disoccupazione. Secondo i suoi dati circa 2 milioni e mezzo di cittadini sono senza lavoro. Sulla base di questa esposizione il 6 luglio il Consiglio dei ministri approva il disegno di legge: «Provvedimenti per incrementare l’occupazione operaia, agevolando la costruzione di case per lavoratori».
- 28 giugno - Il governo ratifica l'accordo con gli Stati Uniti per il piano Marshall senza il parere del parlamento.
- 29 giugno - Pio XII parla a una platea di circa 60.000 membri delle ACLI. Il Papa chiede la scissione sindacale esortando le ACLI ad una sfida aperta alla corrente cristiana della CGIL.
- 29 giugno/5 luglio - Scioperi dei lavoratori dell'industria e del commercio, generale contro i licenziamenti, dei chimici e degli elettrici.

#### Luglio
- 9 luglio - Fanfani illustra ai gruppi parlamentari DC il piano Casa. La Camera approva la ratifica del piano Marshall con 297 voti a favore e 96 contrari.
- 12 luglio - Presentato, con carattere d’urgenza il disegno di «Provvedimenti per incrementare l’occupazione operaia, agevolando la costruzione di case per lavoratori».
- 13 luglio - Al consiglio dei ministri vengono fissate nuove direttive economiche: difesa della lira, risanamento del bilancio. severa politica fiscale, lotta alla disoccupazione. Negati nuovi aumenti agli statali.
- 14 luglio - Attentato all'on. Togliatti. Sciopero generale in tutte le città italiane. Il parlamento sospende le attività. Il ministro Scelba fa sospendere riposi e licenze delle forze dell'ordine per eventuali interventi di ordine pubblico. De Gasperi accusa la CGIL di aver promosso uno sciopero insurrezionale per rovesciare i risultati del 18 aprile.
- 16 luglio - La corrente sindacale DC approva un ordine del giorno in cui si afferma la necessità di un sindacato autonomo e democratico che, in un clima di rinnovata fraternità, sia veramente libero da ogni e qualsiasi influenza di partito.
- 19 luglio - Mentre Togliatti è dichiarato fuori pericolo il ministro degli Interni Mario Scelba invita i prefetti a denunciare i responsabili dello sciopero esploso all'indomani dell’attentato a Togliatti. Ne segue una vasta persecuzione antisindacale e antioperaia.
- 20/24 luglio - Riunione della corrente sindacale DC con le ACLI. La risoluzione conclusiva afferma che la corrente non può deliberare di rompere tale unità , poiché non si può distruggere quello che è già distrutto, ma deve solo formalmente prendere atto, non senza amarezza, che una simile formula è stata ormai definitivamente compromessa dalle correnti di maggioranza. Propone di dar vita a una nuova organizzazione sindacale fissandone come caratteristiche l’esclusione di ogni finalità politica e dello sciopero generale che costituisce un «atto eversivo, in quanto paralizza la vita del paese. Il Consiglio nazionale delle ACLI dà mandato agli 11 membri della corrente sindacale DC di prendere le decisioni conseguenti restando ancora all'interno della CGIL. Un modo per non apparire i protagonisti della scissione.
- 24/27 luglio - Gli 11 membri democristiani del direttivo della CGIL sono espulsi. Iniziano gli allontanamenti dei membri cattolici dalle sedi del sindacato sparse in tutta Italia.

#### Agosto
- 1º agosto - Togliatti scrive il suo primo articolo su l'Unità dopo l'attentato e invita tutti alla moderazione.
- 3 agosto - Giuseppe Di Vittorio scrive ai componenti democristiani dall'Esecutivo della CGIL e li invita a partecipare alla riunione del Direttivo del 5 agosto che deve ratificare o respingere la loro decadenza ed esporre in quella sede le loro eventuali obiezioni al provvedimento adottato. Giulio Pastore, a nome degli altri componenti DC del sindacato, respinge l’invito. Il giorno dopo il Comitato direttivo, presenti anche socialdemocratici e repubblicani, approva la decadenza da ogni carica e da tutte le funzioni degli undici componenti democristiani.
- 4 agosto - La Camera approva il piano Fanfani con 248 voti a favore e 55 contrari.
- 6/7 agosto - Consiglio dei ministri. È varato il piano per la ripresa economica. Su proposta del ministro del Tesoro Donato Menichella è nominato Governatore della Banca d’Italia
- 10 agosto - Il governo decide il blocco dei salari e dei prezzi. L’opposizione denuncia la raffica di aumenti avvenuta a partire dal 18 aprile mentre si continua a negare la rivalutazione dei salari.

#### Settembre
- 15 settembre - II Congresso nazionale. Si decide la formazione di una nuova organizzazione sindacale a struttura confederale. L’assemblea si pronuncia sull'identità del costituendo sindacato: «libero e autonomo» o «cattolico». Prevale con una netta maggioranza la prima formulazione. Il nuovo sindacato prenderà il nome Libera confederazione generale italiana del Lavoro (LCGIL).

#### Ottobre
- 16/18 ottobre - La corrente sindacale DC crea la Libera Confederazione italiana del lavoro. Giulio Pastore è eletto segretario.
A Pistoia la polizia spara contro i 1220 lavoratori di Campotizzoro che con donne e bambini manifestano per impedire il licenziamento di 500 operai. Ucciso un operaio e due gravemente feriti.

#### Novembre
- 30 novembre/4 dicembre - La Camera discute la mozione presentata da Pietro Nenni a nome del PSI e del PCI sulla politica estera del governo. Le sinistre si pronunciano contro la trasformazione in alleanza politica degli accordi economici fra i Paesi aderenti al piano Marshall, a favore – invece – di una posizione di neutralità in campo internazionale. Il dibattito si conclude il 4 dicembre, la mozione è respinta con 102 voti a favore e 302 contrari.

#### Dicembre
- 20 dicembre - Consiglio nazionale DC: Giuseppe Dossetti critica le scelte di tipo liberista che ispirano la politica economica del Governo, l’attacco è indirizzato in particolare al ministro Giuseppe Pella.

### 1949

#### Gennaio
- 6 gennaio - Il governo fa richiesta di adesione dell'Italia al Patto Atlantico.
- 8 gennaio - Gravi incidenti ad Altamura e Brindisi: un corteo di 3000 lavoratori viene caricato da due plotoni della celere.
- 9 gennaio - A Modena la polizia carica i lavoratori che muovono in corteo dopo un comizio sindacale.
- 13 gennaio - Si accentuano i contrasti sulla politica economica fra DC e PSDI. Nella DC Giovanni Gronchi punta ad accelerare i tempi di un eventuale rimpasto.
- 15 gennaio - Consiglio nazionale del PLI: si discute sulla permanenza nel governo. Alla fine prevale con 29 voti a favore, 21 contrari e 3 astensioni la permanenza al governo.
- 21/23 gennaio - Scioperi e manifestazioni contro il carovita e la crescente disoccupazione. Di grande rilievo lo sciopero di Milano del 21 gennaio e le lotte in Sicilia e Sardegna del 22 gennaio. Proseguono ovunque le lotte bracciantili.

#### Febbraio
- 11 febbraio - In occasione del ventennale dei Patti Lateranensi si incontrano Pio XII e il presidente del Consiglio Alcide De Gasperi. Fra gli argomenti dell’incontro l’opportunità che l’Italia entri a far parte del Patto Atlantico e della NATO. La Santa sede si esprime favorevolmente.
- 17 febbraio - Isola del Liri: nel corso di una manifestazione di lavoratori della Cartiera, la polizia interviene con un massiccio schieramento di forze contro i 1000 operai che occupano la Cartiera Meridionale contro la minacciata serrata padronale e il licenziamento di 250 lavoratori. Le forze dell’ordine sparano a mitraglia e feriscono 35 persone
- 20 febbraio - A Roma quindicimila registi, attori, lavoratori del cinema manifestano in difesa del cinema italiano contro gli attacchi della Chiesa e la censura del governo. Promuovono e partecipano all’iniziativa fra gli altri Alessandro Blasetti, Vittorio De Sica, Giuseppe De Santis, Massimo Girotti, Gino Cervi, Anna Magnani.

#### Marzo
- 2 marzo - La Direzione del PSLI respinge le dimissioni di Saragat e approva un ordine del giorno in cui si conferma la permanenza nel governo. La discussione si concentra poi sul documento da presentare a De Gasperi al cui contenuto si subordina la scelta del segretario e degli organismi dirigenti. Per la destra il segretario uscente Simoncini è inamovibile mentre la sinistra punta ad una sua sostituzione. Con otto voti contro sette respinge la linea di Saragat di sostegno alla politica estera del governo. Prevale la tesi delle correnti di centro e della sinistra (Mondolfo – Faravelli) contraria al Patto Atlantico e ad ogni assunzione da parte dell’Italia di impegni militari. D’Aragona, di fronte al dissenso, propone un congresso straordinario.
- 11/18 marzo - Consiglio dei ministri straordinario. De Gasperi informa sulle trattative per l’adesione al patto Atlantico. Nel pomeriggio inizia il dibattito alla Camera. Ostruzionismo del Pci. Piero Calamandrei, contrario al Patto, si dissocia dal PSLI nelle cui liste è stato eletto. Il 18 il dopo 50 ore di seduta ininterrotta il voto sulla mozione Spataro (DC) che autorizza il governo al proseguimento delle trattative. Ben 173 dichiarazioni di voto: la mozione della maggioranza è approvata con 342 voti favorevoli, 170 contrari e 19 astenuti. Il gruppo del PSLI si divide in tre tronconi: 9 votano a favore, dieci si astengono e 11 votano contro. Respinto l’ordine del giorno presentato da Togliatti che raccomanda di non concedere a Governi stranieri l’uso del territorio nazionale per basi militari.
- 21/27 marzo - Il 21 marzo inizia al Senato il dibattito sull'adesione dell'Italia al Patto Atlantico. Il 27 marzo è approvato l'ordine del giorno Casati (PLI) ed altri, che approva le comunicazioni del Governo: 188 voti a favore, 112 contrari e 8 astenuti.

#### Aprile
- 13 aprile - A Cortemaggiore entra in funzione un giacimento di metano. Una vittoria di Enrico Mattei e della sua decisione di mantenere in vita l’Agip.

#### Maggio
- 5 maggio - Con il Trattato di Londra si istituisce il «Consiglio d’Europa» ne fanno parte Belgio, Danimarca, Irlanda, Italia, Lussemburgo, Norvegia, Paesi Bassi, Regno Unito, Svezia.
- 8 maggio - Prime elezioni regionali in Sardegna. La DC perde quasi la metà dei voti del 18 aprile. Le sinistre superano i voti ottenuti dal Fronte. Il PCI avanza rispetto al 2 giugno del 1946.
- 11/15 maggio - PSI, XXVIII° Congresso. Sconfitta la uscente direzione autonomista, «Riscossa socialista» di Lombardi - Jacometti, si afferma con il 51% dei voti la sinistra di Nenni, Basso e Morandi. Nenni è eletto segretario, Morandi vice-segretario e Pertini direttore dell'«Avanti!». La destra di Romita e Viglianesi esce dal partito.
- 17 maggio - Molinella: nel corso di uno sciopero nelle risaie i carabinieri uccidono la mondina Maria Margotti mentre tenta di convincere i "crumiri" ad abbandonare il lavoro.

#### Giugno
- 2/6 giugno - II congresso DC: La componente di sinistra (Dossetti, La Pira, Fanfani) ottiene il 30% dei voti congressuali. Paolo Emilio Taviani è eletto segretario. Piena fiducia all'azione del governo.
- 16 giugno - Il New York Times attacca la politica petrolifera di Enrico Mattei.
- 25 giugno - Si discute l’autorizzazione al governo dell’esercizio provvisorio del bilancio dello Stato per l’anno finanziario dal 1º luglio 1949 al 30 giugno 1950. Togliatti presenta un ordine del giorno di critica al governo e contrario all'autorizzazione. L'ordine del giorno è respinto con 253 voti contrari, 76 a favore e 4 astenuti. Il provvedimento è approvato con 241 voti a favore e 68 contrari.

#### Luglio
- 13 luglio - Il Sant'Uffizio decreta la scomunica dei comunisti e di tutti coloro che divulgano o sostengono le loro idee.
- 14/20 luglio - La Camera approva la ratifica del Trattato del Nord- Atlantico approvato a Washington il 4 aprile 1949. Favorevoli 323, Contrari 160, Astenuti 8. L'Unione Sovietica accusa l'Italia di aver violato il tratto di pace.
- 20 luglio - Togliatti motiva il voto contrario del PCI. Nella votazione conclusiva sulla ratifica risultano 78 voti più dei votanti, il presidente della Camera deve annullare la votazione e spostarla alla seduta successiva
- 21 luglio - Si ripete la votazione sulla ratifica che è approvata con 323 voti a favore, 160 contrari e 8 astensioni.
- 28 luglio/2 agosto - Dossetti e Spataro puntano ad un chiarimento con gli alleati di governo e non escludono un monocolore. Ipotesi vista favorevolmente anche da Piccioni. De Gasperi nel suo intervento conferma la necessità di un governo di coalizione, la tesi del “monocolore” è vista solo come uno stato di necessità da scongiurare. Restano sullo sfondo del dibattito le divergenze fra la maggioranza e la corrente dossettiana sulla questione delle riforme e sul ruolo stesso della DC.

#### Settembre
- 3 settembre - Milano. La polizia spara su un corteo di lavoratori della Breda. Il 6 sciopero di protesta.

#### Ottobre
- 4 ottobre - Giuseppe Di Vittorio presenta «Il Piano del Lavoro». La proposta prevede la nazionalizzazione delle aziende elettriche monopolistiche, la costruzione di un ente nazionale per la bonifica, la irrigazione delle terre e le trasformazioni fondiarie, la costituzione di un ente nazionale per l’edilizia popolare e un programma di opere pubbliche. Il finanziamento del piano, della durata di due anni, dovrebbe derivare da un contributo progressivo da chiedere alle classi dirigenti e in particolare ai gruppi monopolisti e alle società per azioni, dall'orientamento del risparmi verso gli investimenti produttivi relativi al piano e dai prestiti esteri che non compromettano l’indipendenza nazionale. La CGIL si dichiara disposta a sostenere un governo impegnato alla realizzazione di tale piano e delle politiche economiche conseguenti e in cambio accetterebbe una dinamica salariale.
- 30 ottobre - La polizia spara sui contadini a Melissa e uccide tre manifestanti. 11 feriti gravi. Altri eccidi il 29 novembre a Torremaggiore (FG) e il 14 dicembre a Montescaglioso. Punta delle Castella: altri nove contadini sono feriti dalla polizia mentre occupano il fondo di un grande proprietario terriero. Pietro Ingrao, direttore de l’Unità, invia una lettera a Leonardo Azzarita, presidente della Federazione della Stampa, per una inchiesta dei giornalisti sui tragici fatti di Melissa.

#### Novembre
- 4 novembre - Secondo i dati del Ministero del Lavoro i disoccupati sono 1.740.000.
- 7 novembre - I ministri socialdemocratici rassegnano le dimissioni. I tre ministeri sono affidati a interim ad altrettanti ministri in carica. Per De Gasperi è una soluzione transitoria, in attesa di un chiarimento tra le forze politiche vittoriose del 18 aprile. Il provvedimento è contestato come anticostituzionale dalle sinistre e criticato da Dossetti, che guarda con favore ad un governo il cui perno sia un progetto riformatore di cui sia ispiratrice la DC.
- 15 novembre - Il Consiglio dei ministri decide di presentare un disegno di legge per la Riforma agraria.
- 16/29 novembre - I due rami del parlamento discutono le modifiche al governo. Il 22 novembre alla Camera è respinto con 159 voti a favore, 299 contrari e 19 astenuti l'ordine del giorno presentato da Pietro Nenni, che considera anticostituzionale la soluzione data alla crisi. Il 29 novembre il medesimo documento, presentato da Mauro Scoccimarro, è respinto al Senato con 89 voti favorevoli, 172 contrari e 9 astenuti.
- 29 novembre - Torremaggiore: mentre i lavoratori sono riuniti davanti alla Camera del Lavoro per protestare contro l'aggressione compiuta dalla polizia il giorno prima a San Severo, la «celere» interviene per sgombrare la piazza, i lavoratori reagiscono, la polizia spara e restano uccisi due manifestanti. Dieci feriti e una donna che muore di infarto per lo spavento. L’esecutivo della CGIL proclama lo sciopero generale di 24 ore a partire dalle ore 6 del 30 novembre.

#### Dicembre
- 14 dicembre - Alle prime ore dell’alba la polizia irrompe nelle cittadina di Montescaglioso, entra nelle abitazioni e arresta diversi contadini impegnanti nelle lotte contro il latifondo. Alle reazioni popolari replica sparando colpi di mitra: un morto e cinque feriti.

### 1950

#### Gennaio
- 2 gennaio - De Gasperi si dimostra fiducioso sulla soluzione della crisi di governo. Il segretario della DC Paolo Emilio Taviani smentisce le voci circolate su una possibile scissione ad opera di Giovanni Gronchi.
- 9/11 gennaio - Modena - durante uno sciopero la polizia spara e uccide 6 operai. Feriti 51 manifestanti. Immediato lo sciopero generale contro la gestione delle forze dell'ordine del ministro dell'Interno Mario Scelba. Proseguono in tutta Italia gli scioperi e le manifestazioni. L’11 gennaio si svolgono i funerali delle vittime. Oltre 300.000 persone. Alla testa del corteo Togliatti, Nenni, Longo, Secchia, Di Vittorio. Togliatti commemora le vittime chiedendo la punizione dei responsabili, un radicale mutamento della politica del governo nei confronti dei lavoratori e la piena applicazione del dettato Costituzionale.
La sera dello stesso giorno alle 22:45 De Gasperi annuncia le sue dimissioni al Consiglio dei ministri.
- 12 gennaio - De Gasperi rassegna ufficialmente le dimissioni al Presidente della Repubblica[6].

### Esplicative
1. ↑  Fino al 7 novembre 1949.
2. 1 2 3 4  Di cui uno era anche Vicepresidente del Consiglio dei ministri.
3. 1 2  In quota Partito Liberale Italiano (PLI), di cui uno era anche Vicepresidente del Consiglio dei ministri.
4. ↑  Di cui uno affiliato al Partito Socialista Italiano (PSI), ma svincolatosi per partecipare all’esecutivo.
5. 1 2  SVP (3).
6. 1 2  PCd'I (1), PSd'Az (1).
7. 1 2  SVP (2).
8. 1 2  PNM (3), MSI (1), PSd'Az (1).
9. ↑  Svincolatosi dalla linea di partito per partecipare all’esecutivo.
10. ↑  In seguito all’insediamento del neo-eletto Consiglio regionale, il commissariato fu soppresso.

### Bibliografiche
1. ↑   24 maggio 1948 Giuramento di rito dei nuovi Ministri Segretari di Stato, accompagnati dal Presidente del Consiglio On. De Gasperi, su archivio.quirinale.it.
«Alle ore 16,45 il Capo dello Stato ha ricevuto in udienza solenne per il giuramento di rito i nuovi Ministri Segretari di Stato. I Parlamentari, accompagnati dal Presidente del Consiglio On. De Gasperi sono stati ricevuti allo scalone dagli Aiutanti di Campo e dal Cerimoniere. La cerimonia si è svolta nel salone degli Ambasciatori. Con il Signor Presidente erano l'Avv. Carbone Segretario Generale ed il Gen. Marazzani Capo della Casa Militare.
I Ministri che hanno prestato giuramento erano: On. Giovanni Porzio, On. Attilio Piccioni, On. Giuseppe Saragat, On. Rodolfo Pacciardi, On. Raffaele Jervolino, On. Enzo Vanoni, On. Ivan Matteo Lombardo, On. Roberto Tremelloni, On. Alberto Giovannini.»
2. ↑   I ministri hanno giurato, in La Stampa, 25 maggio 1948.
3. ↑   Giuro di essere fedele alla Repubblica Italiana - I nuovi ministri alle 17 al Quirinale, in Corriere d'Informazione, 24 maggio 1948,  p. 1.
4. ↑   VENERDÌ 27 gennaio 1950 - Il Presidente della Repubblica riceve in udienza, su archivio.quirinale.it. URL consultato il 7 febbraio 2019.
«Il Presidente della Repubblica, alle ore 13.10, ha ricevuto al Palazzo del Quirinale l'On. Alcide De Gasperi, trattenendolo a colloquio per un'ora.
Il Presidente dalla Repubblica ha firmato i decreti di nomina dell'On. De Gasperi a Presidente dal Consiglio dei ministri e Ministro ad interim per l'Africa Italiana, nonché del titolari dei vari Dicasteri.
Alle ore 17.15 il Presidente della Repubblica ha ricevuto al Palazzo dal Quirinale l'On. Alcide De Gasperi che, a norma dell'art. 93 della Costituzione, ha prestato giuramento nelle mani del Capo dello Stato nella sua qualità di Presidente del Consiglio dei ministri e Ministro ad interim par l'Africa Italiana.»
5. ↑   Alessandro Gigliotti, De Gasperi e il centrismo: la prima legislatura repubblicana, su federalismi.it.
6. ↑   GIOVEDÌ 12 gennaio 1950 - Il Presidente della Repubblica riceve in udienza, su archivio.quirinale.it.